# Malakoff
Malakoff és un municipi francès, situat al departament dels Alts del Sena i a la regió d'Illa de França. L'any 2007 tenia 30.735 habitants.
Forma part del cantó de Montrouge i del districte d'Antony. I des del 2016, de la divisió Vallée Sud Grand Paris de la Metròpoli del Gran París.

## Demografia

### Població
El 2007 la població de fet de Malakoff era de 30.735 persones. Hi havia 13.696 famílies, de les quals 5.774 eren unipersonals (2.464 homes vivint sols i 3.310 dones vivint soles), 2.887 parelles sense fills, 3.518 parelles amb fills i 1.517 famílies monoparentals amb fills.
La població ha evolucionat segons el següent gràfic:
Habitants censats

### Habitatges
El 2007 hi havia 15.261 habitatges, 14.318 eren l'habitatge principal de la família, 249 eren segones residències i 694 estaven desocupats. 2.211 eren cases i 12.773 eren apartaments. Dels 14.318 habitatges principals, 4.414 estaven ocupats pels seus propietaris, 9.524 estaven llogats i ocupats pels llogaters i 380 estaven cedits a títol gratuït; 1.634 tenien una cambra, 4.228 en tenien dues, 4.552 en tenien tres, 2.705 en tenien quatre i 1.199 en tenien cinc o més. 5.782 habitatges disposaven pel capbaix d'una plaça de pàrquing. A 7.337 habitatges hi havia un automòbil i a 1.357 n'hi havia dos o més.

### Piràmide de població
La piràmide de població per edats i sexe el 2009 era:
| Homes | Edats   | Dones |
| ----- | ------- | ----- |
| 28    | 95 o +  | 40    |
| 36    | 90 a 94 | 88    |
| 52    | 85 a 89 | 236   |
| 128   | 80 a 84 | 260   |
| 336   | 75 a 79 | 524   |
| 420   | 70 a 74 | 660   |
| 520   | 65 a 69 | 700   |
| 560   | 60 a 64 | 580   |
| 728   | 55 a 59 | 760   |
| 968   | 50 a 54 | 1.036 |
| 1.004 | 45 a 49 | 1.104 |
| 1.028 | 40 a 44 | 1.080 |
| 1.272 | 35 a 39 | 1.356 |
| 1.300 | 30 a 34 | 1.352 |
| 1.352 | 25 a 29 | 1.308 |
| 852   | 20 a 24 | 1.036 |
| 872   | 15 a 19 | 696   |
| 848   | 10 a 14 | 884   |
| 924   | 5 a 9   | 896   |
| 824   | 0 a 4   | 816   |

## Economia

### Salaris i ocupació
El 2007 el salari net horari mitjà era 14,1 €/h en el cas dels alts càrrecs era de 22,8 €/h (23,8 €/h els homes i 21,2 €/h les dones), el dels professionals intermedis 13,5 €/h (13,7 €/h els homes i 13,4 les dones), el dels empleats 9,8 €/h (9,8 €/h els homes i 9,9 €/h les dones) i el dels obrers 10,1 €/h (10,4 €/h els homes i 9,2 €/h les dones).
El 2007 la població en edat de treballar era de 21.208 persones, 16.525 eren actives i 4.683 eren inactives. De les 16.525 persones actives 14.803 estaven ocupades (7.284 homes i 7.519 dones) i 1.721 estaven aturades (911 homes i 810 dones). De les 4.683 persones inactives 1.179 estaven jubilades, 2.251 estaven estudiant i 1.253 estaven classificades com a «altres inactius».

### Ingressos
El 2009 a Malakoff hi havia 13.479 unitats fiscals que integraven 29.861 persones, la mediana anual d'ingressos fiscals per persona era de 20.737 €.

### Activitats econòmiques
Dels 1.680 establiments que hi havia el 2007, un era d'una empresa extractiva, 24 d'empreses alimentàries, 13 d'empreses de fabricació de material elèctric, un d'una empresa de fabricació d'elements per al transport, 45 d'empreses de fabricació d'altres productes industrials, 160 d'empreses de construcció, 338 d'empreses de comerç i reparació d'automòbils, 48 d'empreses de transport, 154 d'empreses d'hostatgeria i restauració, 143 d'empreses d'informació i comunicació, 55 d'empreses financeres, 94 d'empreses immobiliàries, 335 d'empreses de serveis, 158 d'entitats de l'administració pública i 111 d'empreses classificades com a «altres activitats de serveis».
Dels 347 establiments de servei als particulars que hi havia el 2009, un era una oficina d'administració d'Hisenda pública, dues oficines de correu, 12 oficines bancàries, dues funeràries, 30 tallers de reparació d'automòbils i de material agrícola, un taller d'inspecció tècnica de vehicles, dos establiments de lloguer de cotxes, tres autoescoles, 11 paletes, 33 guixaires pintors, 17 fusteries, 22 lampisteries, 16 electricistes, 26 empreses de construcció, 21 perruqueries, dos veterinaris, 114 restaurants, 23 agències immobiliàries, 6 tintoreries i 3 salons de bellesa.
Dels 108 establiments comercials que hi havia el 2009, 3 eren supermercats, un supermercat, 5 botigues de més de 120 m², 19 botiges de menys de 120 m², 18 fleques, 9 carnisseries, 2 peixateries, 9 llibreries, 8 botigues de roba, 4 sabateries, 5 botigues d'electrodomèstics, 13 botigues de mobles, una botiga de mobles, 3 drogueries, 2 perfumeries, 2 joieries i 2 floristeries.

## Equipaments sanitaris i escolars
El 2009 hi havia 1 hospital de tractaments de mitja durada (seguiment i rehabilitació), 2 psiquiàtrics, 3 centres de salut, 14 farmàcies i 3 ambulàncies.
El 2009 hi havia 8 escoles maternals i 8 escoles elementals. A Malakoff hi havia 3 col·legis d'educació secundària i 1 liceu tecnològic. Als col·legis d'educació secundària hi havia 1.227 alumnes i als liceus tecnològics 259.
Malakoff disposava de 5 centres de formació no universitària superior (École nationale de la statistique et de l'administration économique), des quals1 era de formació sanitària i 4 d'altra formació. Disposava d'una unitat de formació universitària i recerca.

## Poblacions més properes
El següent diagrama mostra les poblacions més properes.